# امیر روزنیچ
امیر روزنیچ (انگلیسی: Amir Ružnić؛ زادهٔ ۳۰ اکتبر ۱۹۷۲) بازیکن فوتبال سابق و مدیر برنامه بازکنان فوتبال است. اهل اسلوونی است.
از باشگاه‌هایی که در آن بازی کرده‌است می‌توان به باشگاه فوتبال دلفینو پسکارا، باشگاه فوتبال ماریبور، و باشگاه فوتبال کوپر اشاره کرد.
وی همچنین در تیم ملی فوتبال اسلوونی بازی کرده‌است.

## مدیر برنامه فوتبال
بعد از اتمام دوران بازیکنی فوتبال او به عنوان مدیر برنامه فعالیت حرفه‌ای خود را آغاز کرد. او تا کنون مدیر برنامه 
یوسیپ ایلیچیچ، یاسمین هاندانوویچ، جاسمین کورتیچ و فوتبالیست های بسیاری دیگری بوده‌است.